# Rika och fattiga länder
Rika och fattiga länder är en nationalekonomisk debattbok skriven av Gunnar Myrdal, som utkom 1957. I den beskriver han sin grundsyn på u-ländernas utvecklings-problem. Han hävdade i den att frihandel inte minskar utan ökar skillnaden mellan rika och fattiga länder. Han hävdar i den också att u-länderna bör utveckla demokrati, planhushållning och reformer för undervisning och hälsovård.